# بخش والنوت (شهرستان گالیا، اوهایو)
بخش والنوت (به انگلیسی: Walnut Township) یک منطقهٔ مسکونی در ایالات متحده آمریکا است که در شهرستان گالیا، اوهایو واقع شده‌است.
 بخش والنوت ۱۰۶٫۳ کیلومتر مربع مساحت و ۹۶۰ نفر جمعیت دارد و ۲۷۰ متر بالاتر از سطح دریا واقع شده‌است.